# 芽室郵便局
芽室郵便局（めむろゆうびんきょく）は北海道河西郡芽室町にある郵便局。民営化前の分類では集配普通郵便局であった。

## 概要
住所：〒082-8799 北海道河西郡芽室町本通5-1
民営化直前の集配業務再編において、多くの集配普通郵便局は統括センターとなったが、当局は配達センターとされたため、民営化後も郵便事業株式会社の支店は併設されず、集配センターが併設された。

## 沿革
- 1899年（明治32年）9月1日 - 芽室郵便局（三等）として開設。同年12月16日より、為替・貯金取扱を開始[1]。
- 1967年（昭和42年）10月25日 - 祥栄郵便局から和文電報配達事務を移管[2]。
- 1967年（昭和42年）11月11日 - 電話の加入および料金に関する簡易な事務を除く電話交換業務を、帯広電報電話局に移管。
- 1972年（昭和47年）6月30日 - 特定郵便局から普通郵便局に局種別改定するとともに、祥栄郵便局から集配業務を移管。
- 1977年（昭和52年）7月1日 - 和文電報配達業務を帯広電報電話局に移管。
- 1985年（昭和60年）10月1日 - 電話の加入および料金に関する簡易な事務を帯広電報電話局に移管。
- 1989年（平成元年）3月31日 - 祥栄郵便局の廃止に伴い、取扱事務を承継。
- 1993年（平成5年）10月25日 - 美生郵便局から集配業務を移管。
- 2000年（平成12年）8月14日 - 外国通貨の両替および旅行小切手の売買に関する業務取扱を開始。
- 2006年（平成18年）9月19日 - 上美生郵便局から集配業務を移管[3]。
- 2007年（平成19年）10月1日 - 民営化に伴い、併設された郵便事業帯広支店芽室集配センターに一部業務を移管。
- 2012年（平成24年）10月1日 - 日本郵便株式会社の発足に伴い、郵便事業帯広支店芽室集配センターを芽室郵便局に統合。

## 取扱内容
- 郵便、印紙、ゆうパック、内容証明
- 貯金、為替、振替、振込、国際送金、外貨両替・トラベラーズチェック、国債、投資信託
- 生命保険、バイク自賠責保険、自動車保険、がん保険、引受条件緩和型医療保険
- ゆうちょ銀行ATM
- 河西郡芽室町内の集配業務

## 周辺
- 芽室町役場
- 芽室公園
- 国道38号
- 美生川（十勝川の支流）

## アクセス
- JR根室本線 芽室駅から北へ約500m（徒歩約6分）
- 十勝バス 芽室東5条5丁目停留所下車
- 道東自動車道 芽室ICから南へ約6.5km
- 駐車場あり：5台